# 対馬市立豊玉中学校
対馬市立豊玉中学校（つしましりつ とよたまちゅうがっこう, Tsushima City Toyotama Junior High School）は、長崎県対馬市豊玉町
仁位（にい）にある公立中学校。対馬中部にある中学校である。

## 概要
歴史
1976年（昭和51年）に当時の豊玉町にあった中学校4校を統合して開校した。2011年（平成23年）に創立35周年を迎えた。
校章
校名の「豊玉」の文字（横書き）を置く。
校歌
作詞は寺崎安業、作曲は安田葉子による。歌詞は3番まであり、各番とも校名の「豊玉中学校」で終わる。
校区
住所表記で
- 対馬市豊玉町の後に「仁位（にい）、佐志賀（さしか）、嵯峨（さが）、貝鮒（かいふな）、糸瀬（いとせ）、和板（わいた）、横浦（よこうら）、塩浜（しおはま）、見世浦（みせうら）、鑓川（やりかわ）、千尋藻（ちろも）、曽（そ）、位之端（いのはし）、卯麦（うむぎ）、佐保（さほ）、志多浦（したうら）、大綱（おおつな）、小綱（こづな）、銘（めい）、田（た）、貝口（かいぐち）、東加藤（ひがしかとう）、水崎（みずさき）、加志々（かしし）、唐洲（からす）、廻（まわり）」が続く地域。
- 対馬市美津島町の後に「小船越（こふなこし）、芦浦（よしがうら）、賀谷（がや）、濃部（のぶ）、鴨居瀬（かもいせ）、鴨居瀬住吉（かもいせすみよし）、赤島（あかしま）」が続く地区。
- 小学校区は対馬市立豊玉小学校、対馬市立美津島北部小学校。

## 沿革
旧・仁位中学校（にい）
- 1947年（昭和22年）4月1日 - 学制改革（六・三制の実施）で「仁位村立仁位中学校」（新制中学校）が開校。当初、仁位村立仁位小学校[4]に併設。
- 1948年（昭和23年）4月1日 - 「仁位村立嵯峨中学校」（さが）を統合。
- 1950年（昭和25年）
  - 5月21日 - 新校舎が完成し、小学校との併設を解消し、独立。
  - 8月16日 - 通学船・和多津美丸（わたつみ）が進水。
  - 9月7日 - 長崎県立対馬高等学校仁位分校（長崎県立豊玉高等学校の前身）が併置される。
- 1952年（昭和27年）9月15日 - 第1回修学旅行を実施。目的地は福岡方面。
- 1953年（昭和28年）9月1日 - 対馬高等学校仁位分校の新校舎が完成し移転。併設を解消。
- 1955年（昭和30年）3月20日 - 仁位村と奴加岳村の合併により豊玉村が発足。これに伴い、「豊玉村立仁位中学校」に改称。
- 1957年（昭和32年）4月1日 - 豊玉村立鈴江中学校を統合。
- 1963年（昭和38年）11月6日 - ミルク給食を開始。
- 1968年（昭和43年）6月17日 - 準完全給食を開始。
- 1969年（昭和44年）11月20日 - 特別活動教室が完成。
- 1975年（昭和50年）4月1日 - 豊玉村の町制施行により、「豊玉町立仁位中学校」に改称。
- 1976年（昭和51年）3月31日 - 統合のため閉校。

旧・乙宮中学校（おとみや）
- 1947年（昭和22年）4月1日 - 学制改革（六・三制の実施）で「仁位村立乙宮中学校」（新制中学校）が開校。仁位村立乙宮小学校に併設。
- 1955年（昭和30年）3月20日 - 仁位村と奴加岳村の合併により豊玉村が発足。これに伴い、「豊玉村立乙宮中学校」に改称。
- 1975年（昭和50年）4月1日 - 豊玉村の町制施行により、「豊玉町立乙宮中学校」に改称。
- 1976年（昭和51年）3月31日 - 統合のため閉校。

旧・小綱中学校（こづな）
- 1947年（昭和22年）4月1日 - 学制改革（六・三制の実施）で「仁位村立小綱中学校」（新制中学校）が開校。仁位村立小綱小学校に併設。
- 1955年（昭和30年）3月20日 - 仁位村と奴加岳村の合併により豊玉村が発足。これに伴い、「豊玉村立小綱中学校」に改称。
- 1975年（昭和50年）4月1日 - 豊玉村の町制施行により、「豊玉町立小綱中学校」に改称。
- 1976年（昭和51年）3月31日 - 統合のため閉校。

旧・塩戸中学校（しおと）
- 1947年（昭和22年）4月1日 - 学制改革（六・三制の実施）で「仁位村立塩戸中学校」（新制中学校）が開校。仁位村立塩戸小学校[5]に併設。
- 1948年（昭和23年）4月1日 - 仁位村立塩浜中学校を統合。
- 1955年（昭和30年）3月20日 - 仁位村と奴加岳村の合併により豊玉村が発足。これに伴い、「豊玉村立塩戸中学校」に改称。
- 1975年（昭和50年）4月1日 - 豊玉村の町制施行により、「豊玉町立塩戸中学校」に改称。
- 1976年（昭和51年）3月31日 - 統合のため閉校。

豊玉中学校
- 1976年（昭和51年）
  - 4月1日 - 豊玉町立中学校4校（仁位・乙宮・小綱・塩戸）を統合し、「豊玉町立豊玉中学校」が開校。
  - 6月 - 校章を制定。
- 1977年（昭和52年）8月 - 校旗を制定。
- 1978年（昭和53年）8月 - 体育館が完成。校歌を制定。
- 2004年（平成16年）3月1日 - 対馬市の発足に伴い、「対馬市立豊玉中学校」（現校名）となる。
- 2011年（平成23年）4月1日 - 対馬市立加志々中学校を統合。
- 2020年（令和2年）4月1日 - 対馬市立浅海中学校を統合。

## アクセス
最寄りのバス停
- 対馬交通・対馬市営バス 「糸瀬道」「仁位」バス停

最寄りの道路
- 国道382号
- 長崎県道232号唐崎岬線

## 周辺
- 長崎県立豊玉高等学校
- 対馬市立豊玉小学校
- 対馬市立比田勝幼稚園
- 仁位へき地保育所
- 対馬振興局道路課仁位駐在
- 対馬市役所中対馬振興部・対馬市議会（旧・豊玉地域活性化センター、旧豊玉町役場）
- 対馬南警察署豊玉警察官駐在所
- 対馬市消防本部豊玉出張所
- 豊玉診療所・福祉センター
- 豊玉郵便局
- JA対馬中対馬支店
- 対馬地区家畜診療所